# Trois hommes à table, le déjeuner
Tres hombres a la mesa (El almuerzo) (en français : Trois hommes à table, le déjeuner), est un tableau peint par Diego Vélasquez lors de sa première étape sévillane vers 1617-1618 et conservé au Musée de l'Ermitage de Saint-Pétersbourg. Il a appartenu à l'impératrice Catherine II et se trouvait à l'Ermitage déjà à la fin du XVIIIe siècle, considéré comme une peinture flamande. Depuis 1895, il est attribué unanimement à Vélasquez.

## Description du tableau
Le tableau reproduit une scène de la vie quotidienne à l'époque sévillane de Vélasquez. On y voit trois hommes qui représentent les trois âges de la vie, assis à une table couverte d'une nappe blanche sur laquelle sont posés un plat de moules, un verre de vin, un couteau et divers morceaux de pain. Derrière les personnages, l'obscurité de la paroi est rompue par un chapeau et une golille (col) accrochés au mur.
Les modèles utilisés pour le personnage à gauche et celui à droite semblent être les mêmes que ceux que Vélasquez a représentés dans Saint Paul et Saint Thomas.
Il existe une autre version de ce tableau, intitulée Repas de paysans, conservée au Szépmüvészeti Múzeum de Budapest.

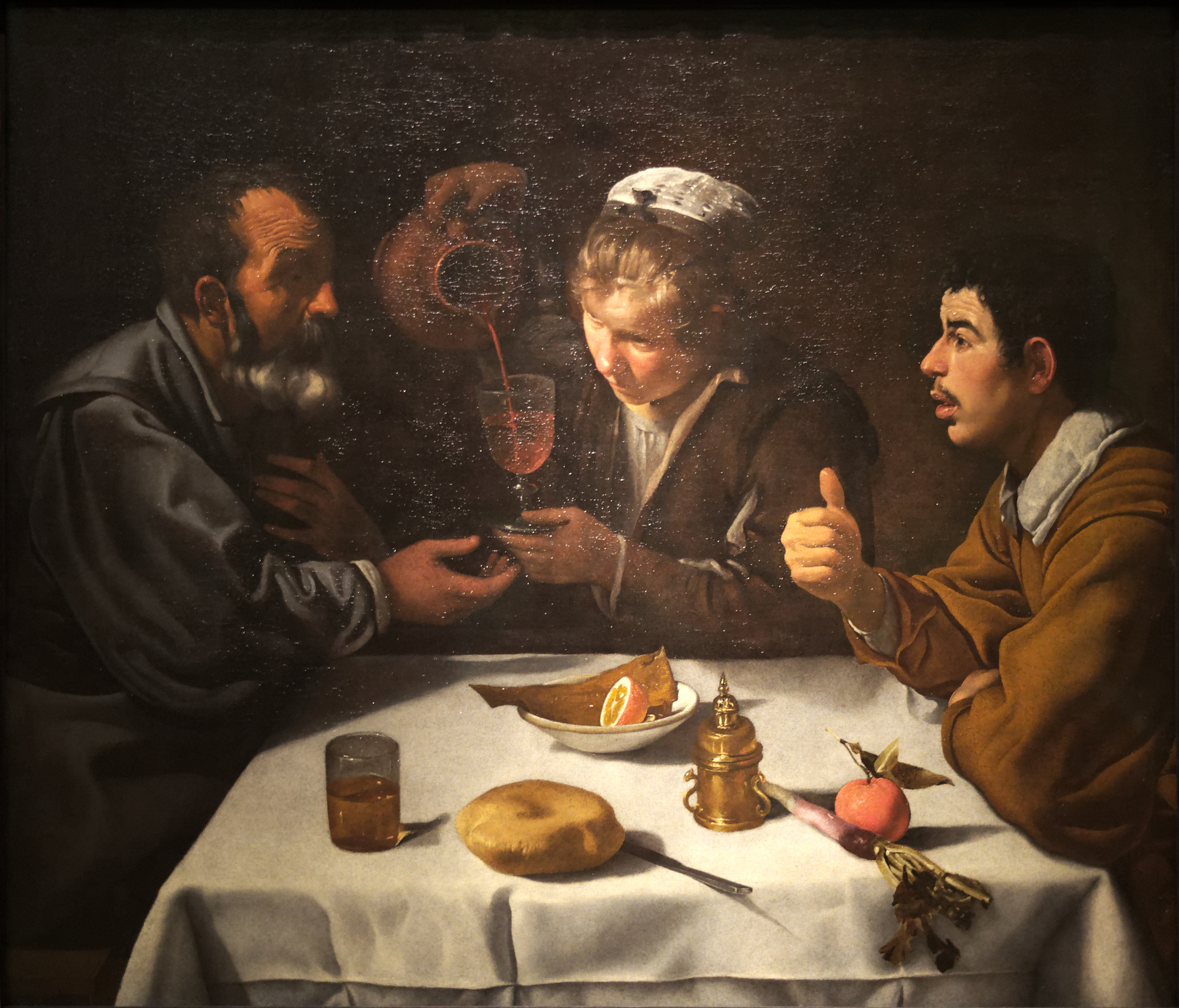
Version du tableau conservée au Musée des beaux-arts de Budapest.

## Sources
- (es) Cet article est partiellement ou en totalité issu de l’article de Wikipédia en espagnol intitulé « El almuerzo (Velázquez) » (voir la liste des auteurs).